# سیویکا
سیویکا (به لاتین: Syoyka) یک منطقهٔ مسکونی در روسیه است که در جمهوری آلتای واقع شده‌است.